# 田中倫郎
田中 倫郎（たなか みちお、1930年10月27日 - 2021年6月18日）は、日本のフランス文学者、翻訳家。跡見学園女子大学名誉教授。

## 人物・来歴
広島県生まれ。東京大学文学部卒。一貫してマルグリット・デュラスの作品を翻訳した。跡見学園女子大学教授を勤め、2001年定年退職。

## 翻訳
- 『愛の妖精』（ジョルジュ・サンド、学習研究社、世界青春文学名作選） 1962
- 『ロンドンの夜 / 聖遺骨』（アンリ・トマ、若林真共訳、白水社、現代フランス小説5） 1971
- 『ルイーズの肉体』（ジャン＝ミシェル・ガルデール、白水社） 1972
- 『物語なき夏』（マドレーヌ・シャプサル、白水社） 1975
- 『マルグリット・デュラス 閉ざされた扉』（ヤン・アンドレア、河出書房新社） 1993
- 『デュラス「愛の生涯」』（アラン・ヴィルコンドレ、河出書房新社） 1998
- 『友人デュラス』（ミシェル・マンソー、河出書房新社） 1999
- 『蜜蜂職人』（マクサンス・フェルミーヌ、角川書店） 2002

### マルグリット・デュラス
- 『夏の夜の十時半』（マルグリット・デュラ、河出書房新社） 1961、のち文庫
- 『雨のしのび逢い』（マルグリット・デュラ、河出書房新社） 1961
- 『ヴィオルヌの犯罪』（マルグリット・デュラス、河出書房新社） 1969、のち文庫
- 『タルキニアの小馬』（マルグリット・デュラス、現代出版社） 1969、のち集英社文庫
- 『モデラート・カンタービレ』（マルグリット・デュラス、河出書房新社） 1970、のち文庫
- 『破壊しに、と彼女は言う』（マルグリット・デュラス、河出書房新社） 1970、のち文庫
- 『ユダヤ人の家』（マルグリット・デュラス、河出書房新社） 1971、のち文庫
- 『愛』（マルグリット・デュラス、河出書房新社） 1973、のち文庫
- 『太平洋の防波堤』（マルグリット・デュラス、河出書房新社） 1973、のち集英社文庫、河出文庫
- 『語る女たち』（マルグリット・デュラス, グザビエル・ゴーチェ、河出書房新社） 1975
- 『インディア・ソング / 女の館』（白水社） 1976、のち河出文庫
- 『苦悩』（マルグリット・デュラス、河出書房新社） 1985
- 『青い眼、黒い髪』（マルグリット・デュラス、河出書房新社） 1987
- 『愛と死、そして生活』（マルグリット・デュラス、河出書房新社） 1987
- 『エミリー・L』（マルグリット・デュラス、河出書房新社） 1988
- 『夏の雨』（マルグリット・デュラス、河出書房新社） 1990
- 『ヤン・アンドレア・シュタイナー』（マルグリット・デュラス、河出書房新社） 1992
- 『エクリール 書くことの彼方へ』（マルグリット・デュラス、河出書房新社） 1994
- 『娘と少年 愛する人に』（マルグリット・デュラス、朝日出版社） 1994
- 『あつかましき人々』（マルグリット・デュラス、河出書房新社） 1995
- 『これで、おしまい』（マルグリット・デュラス、河出書房新社） 1996
- 『戦争ノート』（マルグリット・デュラス、河出書房新社） 2008